# Râul Ruda, Suceava
Râul Ruda este un afluent al râului Suceava situat în stânga acestui râu. Izvorăște din Ucraina, în apropierea graniței cu România și are o lungime de aproape 10 km. Străbate localitățile: Vadu Siret în Ucraina și Baineț, Vicșani, Iaz, Dornești în România. 

## Hărți
- Ovidiu Gabor - Economic Mechanism in Water Management ][nefuncțională]
- Harta județului Suceava